# Санто-Стефано-Лодиджано
Санто-Стефано-Лодиджано (итал. Santo Stefano Lodigiano) — коммуна в Италии, располагается в регионе Ломбардия, подчиняется административному центру Лоди.
Население составляет 1788 человек, плотность населения составляет 179 чел./км². Занимает площадь 10 км². Почтовый индекс — 20070. Телефонный код — 0377.